# Milutin Garašanin
Milutin Garašanin (Belgrado, 1843 – Parigi, 1898) è stato un politico serbo.
Figlio del generale Ilija Garašanin, fu eletto deputato nel 1874 e nel 1880 divenne Ministro dell'interno, per poi diventare primo ministro nel 1884. Da qui diventò ministro degli esteri nel 1886 e fu il responsabile della guerra serbo-bulgara di quegli anni. Ministro plenipotenziario a Parigi dal 1894, fu nuovamente presidente della Camera dal 1895 al 1896.